# Marie-Christine von Reibnitz
Pour les articles homonymes, voir Reibnitz.
Marie-Christine von Reibnitz, baronne von Reibnitz puis, par mariage, princesse Michael de Kent, est née le 15 janvier 1945 à Carlsbad (actuel Karlovy Vary, dans la région des Sudètes, alors Reich allemand). Épouse du prince Michael de Kent, cousin de la reine Élisabeth II, elle est membre de la famille royale britannique. Elle est également écrivain et historienne.
Depuis son mariage, le 30 juin 1978 à Vienne en Autriche, elle est officiellement appelée la princesse Michael de Kent.

## Biographie

### Jeunesse
Marie-Christine Agnes Hedwig Ida von Reibnitz est la fille unique d'un couple d'aristocrates germano-hongrois. Son père, le baron Günther von Reibnitz, est issu de la noblesse autrichienne de Silésie. Officier de cavalerie durant la Première Guerre mondiale, le baron est ensuite l'ami du Reichsmarschall Hermann Göring avant d'adhérer au Parti nazi en 1931 et d'entrer dans la SS durant la Seconde Guerre mondiale. Sa mère, la comtesse Maria Anna von Szapáry, est la fille du comte Friedrich von Szápáry, aristocrate d'origine hongroise, qui joua un rôle diplomatique important avant le premier conflit mondial.
Marie-Christine von Reibnitz naît peu avant la fin de la guerre, près du domaine de sa grand-mère maternelle d'origine autrichienne, née princesse Hedwig von Windisch-Graetz. La défaite du Troisième Reich provoque l'expulsion de tous les résidents Allemands demeurant en Tchécoslovaquie. L'ensemble de la famille est expulsée de ses propriétés un an plus tard.
Ses parents divorcent peu après. Alors que son père s'installe à Maforga au Mozambique, elle accompagne sa mère et son frère, le baron Friedrich von Reibnitz (dit « Fred »), comme expatriés en Australie. Tandis que sa mère ouvre un salon de beauté dans son pays d'accueil, son frère devient fonctionnaire du gouvernement australien.

### Premier mariage
Lors d'une chasse au sanglier en Allemagne, elle rencontre le banquier Thomas Troubridge, frère cadet de Sir Peter Troubridge, 6e baronnet. Ils se marient le 14 septembre 1971 en la Chelsea Old Church, à Londres. Le couple se sépare deux ans plus tard en 1973 et le divorce est prononcé en 1977. En 1978, l'Église catholique reconnaît la nullité de ce mariage. C'est à ce moment que le père Jean-Marie Charles-Roux devient son directeur spirituel.

### Second mariage

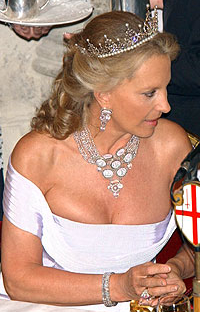
La princesse au City Banquet en 2003.

Un mois après la reconnaissance de nullité du mariage par la rote, elle se marie avec le prince Michael de Kent et prend le titre de son époux : « S.A.R. la princesse Michael de Kent » (le titre de princesse étant uniquement lié au titre de prince dont dispose son époux). Après avoir obtenu du pape l'autorisation de se marier, une cérémonie religieuse est organisée en la cathédrale catholique de Westminster à Londres le 29 juin 1983.
En raison de son mariage avec une femme catholique, le prince Michael est exclu de l'ordre de succession au trône britannique (mesure d'exclusion supprimée par l'Acte de succession à la Couronne de 2013).
Leurs deux enfants, baptisés dans l'Église anglicane, ont par contre toujours figuré de plein droit dans l'ordre de succession au trône britannique :
- Lord Frederick Windsor (né le 6 avril 1979). Il épouse l'actrice britannique Sophie Winkleman en 2009. Le couple a deux filles :
  - Maud (née le 15 août 2013),
  - Isabella (née le 16 janvier 2016) ;
- Lady Gabriella Windsor (née le 23 avril 1981). Elle épouse Thomas Kingston (1978-2024) en 2019.

## Titulature
Depuis son mariage avec le prince Michael de Kent, Marie-Christine est appelée :
- Son Altesse Royale la princesse Michael de Kent[2].

## Ascendance
Par sa mère, la princesse compte dans ses ancêtres des noms illustres, comme Catherine de Médicis et Diane de Poitiers, respectivement épouse et favorite du roi de France Henri II, ainsi que le peintre Pierre Paul Rubens.

## Publications
- Ces reines venues d'ailleurs, Perrin, 1991.
- La lune et le serpent, Jean-Claude Lattès, 2005.
- La Reine des Quatre Royaumes, Télémaque, 2014.
- Agnès Sorel, maîtresse de beauté, Télémaque, 2015.
- Jacques Cœur, le vif-argent, Télémaque, 2016.